# Technip Energies
Technip Energies est une entreprise d'origine française présente dans le management de projets et l’ingénierie pour l’industrie de l’énergie (pétrole, gaz, éolien, hydrogène) mais aussi de la chimie, des sciences de la vie et mines et métaux. L'entreprise est issue de la scission de la multinationale TechnipFMC, elle-même issue du groupe français Technip.

## Histoire
Technip Energies est issue de la scission en 2021 de TechnipFMC, elle-même créée en 2017 par la fusion de la société française Technip et de la société américaine FMC Technologies.
En mai 2021, Technip Energies signe un contrat évalué entre 250 et 500 millions d'euros en Inde portant sur l'ingénierie, la fourniture des équipements, la construction et la mise en service pour un projet complexe de pétrochimique de paraxylène (PX) et d'acide téréphtalique purifié (PTA) mené par l'Indian Oil Corporation Limited.
Fin janvier 2021, le directeur général de Technip Energies Arnaud Piéton annonce son désir de faire entrer en bourse la société d'ici fin mars 2021 et doit s'employer à démontrer aux actionnaires la capacité de la structure à opérer indépendamment de TechnipFMC, alors que la scission interrompue l'année précédente est de nouveau d'actualité et sera effective le 16 février 2021,.
Fin février 2021, intervient à point nommé la signature d'un important contrat de 13 milliards de dollars en partenariat avec son allié japonais Chiyoda. Le projet porte sur la construction au Qatar de quatre usines de liquéfaction de gaz naturel, lesquelles devraient permettre au pays d'augmenter de 40 % sa production de gaz naturel liquéfié. Il s'agit d'un contrat sans précédent pour l'entreprise, qui voit ainsi son carnet de commande augmenter de 42 % et être associée au plus gros projet GNL de l'histoire.
Au premier trimestre 2023, Technip Energies enregistre un résultat net trimestriel en hausse de 18,3 % à 81,4 millions d'euros, malgré sa sortie d'un projet russe et un chiffre d'affaires en baisse de 13 % à 1,40 milliard d'euros. Lors de la publication de ses chiffres, le groupe annonce parier sur l'accélération dans l'hydrogène vert, produit à partir d'énergie renouvelable. Pour cela, Technip Energies s'associe avec la société belge John Cockerill, spécialiste des électrolyseurs, pour créer Rely, une entreprise qui ambitionne de devenir un « fournisseur unique » de solutions « compétitives » d'hydrogène vert.
En sciences de la vie, Technip Energies est numero 1 en France, avec notamment les réalisations en maîtrise d'oeuvre des laboratoires d'Arras du LFB (Laboratoire français du fractionnement et des biotechnologies), le laboratoire d'Antares de Boehringer Ingelheim, et d'autres projets pour Sanofi Pasteur, AstraZeneca etc..
En octobre 2023, une enquête de journalistes du Monde révèle que Technip Energies a retardé son départ de Russie et donc poursuivi ses activités dans le cadre d'un projet gazier pour limiter ses pertes financières malgré les sanctions occidentales prononcées après l'invasion de l'Ukraine par les troupes russes. La direction de l'entreprise se défend en indiquant n'avoir enfreint aucune règle internationale. Les révélations du journal ont tout de même précipité un gros dévissage en bourse de l'action de Technip qui conserve toutefois ses prévisions pour 2023 malgré un 3e trimestre qui marque une baisse de ses revenus,.

## Description
Technip Energies est leader dans la conception et la construction d'usines de gaz naturel liquéfié.
L'entreprise présente dans 34 pays est cotée au marché NYSE Euronext Paris et au marché hors cote américain en tant qu’American Depositary Receipt (ADR : TKPPK).

## Corruption
Technip Energies reconnait en 2023 des pratiques de corruption au Ghana et en Guinée équatoriale et accepte de payer 29,45 millions d’euros d’amendes aux autorités françaises pour éviter des poursuites judiciaires. Dans le même temps, la maison-mère TechnipFMC doit payer 179,45 millions d'euros pour cette même affaire.

## Principaux actionnaires
Au 10 février 2022 :
| HAL Investments                                        |  | 11,8 % |
| Bpifrance Participations                               |  | 8,91 % |
| TechnipFMC                                             |  | 7,15 % |
| Norges Bank Investment Management                      |  | 2,57 % |
| The Vanguard Group                                     |  | 2,20 % |
| DNCA Finance (BPCE)                                    |  | 1,88 % |
| Kempen Capital Management                              |  | 1,80 % |
| Fidelity Management & Research Co.                     |  | 1,42 % |
| Lyxor International Asset Management (Crédit agricole) |  | 1,31 % |
| Schroder Investment Management Ltd.                    |  | 1,16 % |